# 北塔街道 (沈阳市)
北塔街道，是中华人民共和国辽宁省沈阳市皇姑区下辖的一个乡镇级行政单位。

## 行政区划
北塔街道下辖以下地区：
兴建社区、北塔花园社区、北塔社区、辽河社区、五一社区、晨报社区、前进社区、兴旺社区、武功山社区、富城社区、军区社区、铁路西社区、岐山南社区、龙江社区、龙江东社区、松江社区和铁路东社区。